# Рабат (Малта)
Рабат (малт. Rabat, у дословном преводу предграђе) је значајно насеље на Малти. Рабат је истовремено и једна од 68 општина у држави.

## Порекло назива
Рабат значи предграђе и је добио назив, јер се историјски развио око старе престонице Малте, града Мдине, која се и данас као утврђени град издиже изнад Рабата и околине. Исти назив носи и главни град Марока.

## Природни услови
Насеље Рабат се сместило у југозападном делу острва Малта и удаљено је од главног града Валете 13 километара западно.
Насеље се развило на платоу. Подручје града је веома велико за малтешке прилике - 26,6 км², са покренутим тереном (180-205 м надморске висине).

## Историја
Подручје Рабата било је насељено још у време праисторије и било је активно у старом и средњем веку. У доба старог Рима овде је постојао град Мелита. Ту су се скривали први хришћани, па су данас остале катакомбе.
У средњем веку прво владају Сарацени, а потом и Нормани. У доба Нормана оближње утврђење Мдина постаје управно средиште острвља, а испод се образује насеље-подграђе, на малтешком језику рабат. Дато насеље се кроз векове увећавало, па данас има изразите градске одлике.
Рабат је веома страдао од нацистичких бомбардовања у Другом светском рату, али је после тога обновљен.

## Становништво
Становништво Рабата је по проценама из 2008. године бројало нешто око 12,5 хиљада становника.

## Галерија слика
- Општина Рабат
- Стара улица у Рабату
- Црква светог Марка
- Кружни трг у Рабату